# 妮莫娜
《妮莫娜》（英語：Nimona）是美國漫畫作家兼藝術家諾爾·史蒂文森創作的奇幻網絡漫畫。史蒂文森在馬里蘭藝術學院（Maryland Institute College of Art）的學生期間開始創作《妮莫娜》。網路漫畫在2012年6月開始發表，後來成為史蒂文森的畢業作品。哈珀柯林斯在2015年出版《妮莫娜》圖像小說，獲得艾斯納獎、Cybils獎（兒童與青少年部落客文學獎）以及漫畫家工作室獎（Cartoonist Studio Prize） 。2016年改編成為有聲書。
藍天工作室在2015年宣佈要將《妮莫娜》改編為動畫電影，計劃在2022年1月14日上映，但因為华特迪士尼公司宣佈會結束藍天工作室，已取消動畫電影的製作計劃。《妮莫娜》的改編權後被安纳布尔纳影业的收購，電影計劃在2023年於Netflix上映。

## 介紹
Nimona的世界將中世紀和未來派環境相結合，將魔法與瘋狂科學相結合。Ballister Blackheart 是一名前騎士，變成了低級惡棍，他的邪惡陰謀經常被他的剋星、執法和英雄學院的安布羅修斯·戈登隆爵士挫敗。

## 反應

### 獎項
妮莫娜受到好評。它獲得了艾斯納獎

## 改編

### 有聲書
2016年8月，史蒂文森通過Audible發行了《尼莫納》的有聲讀物版本。該有聲讀物由麗貝卡·索勒（Rebecca Soler），喬納森·戴維斯（Jonathan Davis），馬克·湯普森（Marc Thompson），一月·拉沃伊（National LaVoy），娜塔莉·戈德（Natalie Gold），彼得·布拉德伯里（Peter Bradbury）和戴維·皮圖（David Pittu）配音，運行時間為2小時17分鐘，未刪節。

### 電影
2015年6月，二十世紀動畫公司獲得了一部動畫長片改編權，帕特里克·奧斯本負責導演，馬克·海姆斯（Marc Haimes）負責編寫腳本。但由於迪士尼收購21世紀福斯而推遲。
本作品是目前已知所有受到2019冠狀病毒病疫情影響電影之中，僅有一部被取消製作的電影。
2021年6月，Out的編劇梅伊·魯德 (Mey Rude)表示，她仍然堅持“希望這部電影……能以某種方式恢復生機。”
終於，在2023年6月14日，怪物少女妮莫娜於安錫國際動畫影展全球首映，同月30日全球上線Netflix。本片入圍第96屆奧斯卡金像獎最佳動畫片角逐名單，但在第96屆奧斯卡金像獎決選輸給宮崎駿的《蒼鷺與少年》。在第51屆安妮獎以九項獎項提名領銜，最終贏得安妮獎的最佳動畫編劇、最佳動畫配音兩個獎項。